# Hans Niessl

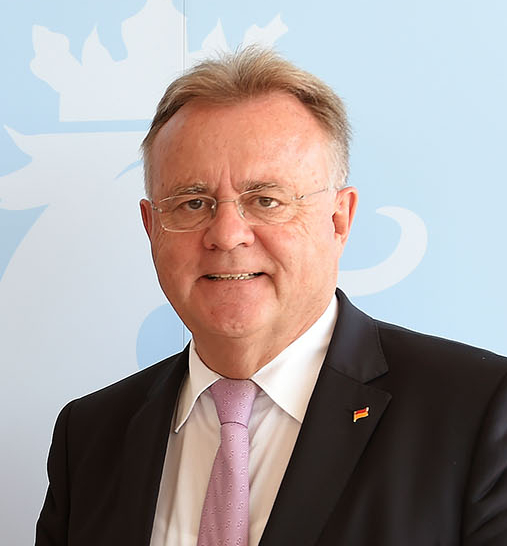
Hans Niessl (2015)

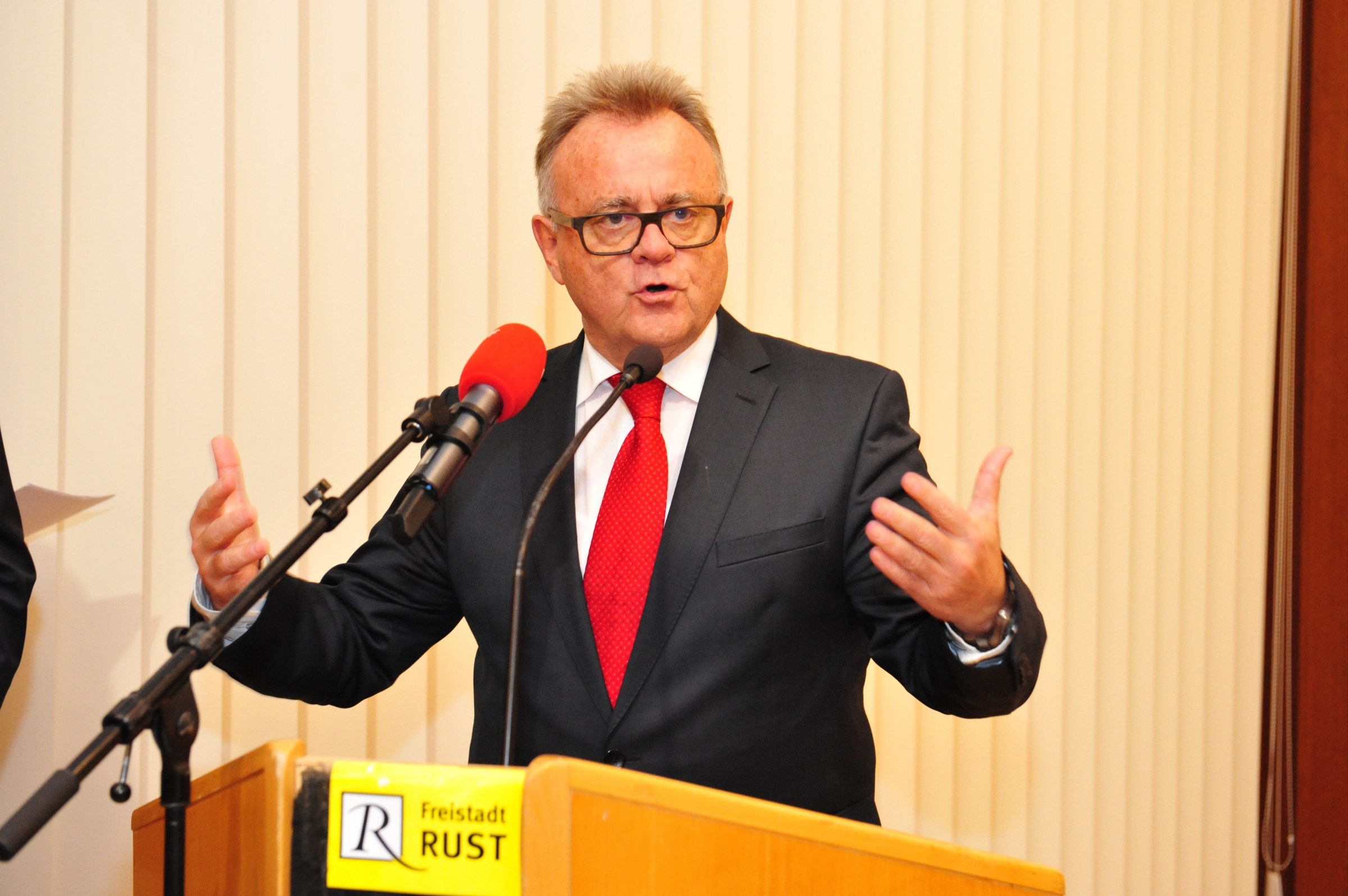
Hans Niessl (2016)

Hans Niessl (eigentlich Nießl; * 12. Juni 1951 in Zurndorf) ist ein österreichischer Politiker (SPÖ). Er war von 2000 bis 2019 Landeshauptmann des Burgenlandes. Seit 2019 ist er Präsident von Sport Austria.

## Leben
Hans Niessl war zunächst als Volks- und Hauptschullehrer tätig, dann bis 1996 als Direktor der Hauptschule Frauenkirchen. Er war von 1984 bis 2000, ab 1987 als Bürgermeister, im Gemeinderat von Frauenkirchen. Von 1996 bis 2000 war er als Abgeordneter und von 1999 bis 2000 auch als Klubobmann der SPÖ im Burgenländischen Landtag. Er ist stellvertretender Bundesparteivorsitzender der SPÖ und wird innerparteilich dem rechten Parteiflügel der SPÖ zugeordnet.
Bei der Landtagswahl am 9. Oktober 2005 erzielte die SPÖ unter Hans Niessl einen historischen Wahlerfolg und errang erstmals seit den 80er Jahren mit über 52 Prozent der Stimmen auch die absolute Mandatsmehrheit.
Bei der Landtagswahl 2015 erreichte die SPÖ mit Hans Niessl als Spitzenkandidat 41,92 Prozent der Stimmen und koalierte seither mit der FPÖ im Burgenland. Bei einem Landesparteitag der SPÖ Burgenland am 8. September 2018 in Oberwart gab Hans Niessl sein Amt als burgenländischer Parteivorsitzender der Sozialdemokraten an Hans Peter Doskozil ab und kündigte gleichzeitig an, dass dieser ihn am 28. Februar 2019 auch als burgenländischer Landeshauptmann ablösen werde.
Im November 2019 wurde er als Nachfolger des im August 2019 verstorbenen Rudolf Hundstorfer zum Präsidenten der Österreichischen Bundes-Sportorganisation (BSO, seit 2019 Sport Austria) gewählt. Im November 2024 wurde er mit 99,1 Prozent im Amt bestätigt.
Niessl ist geschieden und hat aus der geschiedenen Ehe einen Sohn.

## Auszeichnungen
- 2003: Großes Goldenes Ehrenzeichen für Verdienste um das Land Wien mit dem Stern
- 2004: Großes Silbernes Ehrenzeichen am Bande für Verdienste um die Republik Österreich[9]
- 2008: Ehrendoktorat der Europäischen Universität Belgrad
- 2011: Großes Goldenes Ehrenzeichen am Bande für Verdienste um die Republik Österreich (Überreichung am 3. März 2011)[9]
- 2011: Ehrenring der Gemeinde Frauenkirchen und Ehrenbürger der Gemeinde
- 2012: Großes Verdienstkreuz des Österreichischen Bundesfeuerwehrverbandes
- 2016: Goldenes Komturkreuz mit dem Stern des Ehrenzeichens für Verdienste um das Bundesland Niederösterreich[10]

## Publikationen
- Georg Pehm (Hrsg.): Hans Niessl: Der Aufstieg geht weiter. Im Gespräch mit Georg Pehm und Feri Tschank. Mit einem Vorwort von Heinz Fischer. edition lex liszt 12, Oberwart 2010, ISBN 978-3-99016-001-5.